# Scapsipedus obscuripennis
Scapsipedus obscuripennis är en insektsart som först beskrevs av Lucien Chopard 1938.  Scapsipedus obscuripennis ingår i släktet Scapsipedus och familjen syrsor. Inga underarter finns listade i Catalogue of Life.